# Finska dragonerna
Finska dragonerna, Grotenfelts dragoner (1686–1703), Zöges dragoner (1703–1709) eller Karelska lantdragonerna (1709–1721) var en aktiv dragonskvadron åren 1686–1721. Dragonskvadronen bestod av indelta dragoner uppsatt på ödeshemman i Viborgs och Nyslotts län samt Nylands och Tavastehus län, men värvades även från Åbo och Björneborgs län. Skvadronen bildades år 1686, försvann nästan efter Poltava år 1709, men kvarstående dragoner slogs samman med Brakels finska dragoner 1719. Efter freden i Nystad 1721 avträddes 118 stycken dragonrusthåll belägna i Karelen till Ryssland. Resterande delen av regementet insattes i Viborgs (Kymmenegårds)läns regemente.

## Förbandschefer
- 1686–1703: Nils Grotenfelt
- 1703–1721: Bengt Fabian Zöge von Manteuffel
- 1721–1721: Adam Johan Giertta